# Tây Sikkim
Huyện Tây Sikkim là một huyện thuộc bang Sikkim, Ấn Độ. Thủ phủ huyện Tây Sikkim đóng ở Gezing. Huyện Tây Sikkim có diện tích 1166 ki lô mét vuông. Đến thời điểm năm 2001, huyện Tây Sikkim có dân số 123174 người.